# آندس الونگاتوس
آندس الونگاتوس گونه‌ای از حشره است که برای اولین بار توسط ویلیام لوکاس دیستانت در سال ۱۹۱۱ معرفی شد. آندس الونگاتوس از سرده آندس از خانواده سَمی‌گیاه‌پران می‌باشد.
محدوده زیست این گونه از سریلانکا است. هیچ زیرگونه‌ای برای آن ذکر نشده‌است.